# Винников, Исаак Натанович
Исаа́к Ната́нович Ви́нников (26 ноября (8 декабря) 1897, Хотимск, Климовичский уезд, Могилёвская губерния, Российская империя — 5 июля 1973, Ленинград, РСФСР, СССР) — советский учёный, профессор, доктор филологических наук. Основные сферы научных интересов — семитология, арабистика, этнография и фольклористика.

## Биография
Родился 26 ноября (8 декабря) 1897 года в Хотимске (ныне Белоруссия) в семье учителя Натана Иезекииловича (Ноты Хацкелевича) Винникова.
В 1925 году окончил отделение языковедения и литературы факультета общественных наук Ленинградского государственного университета, где его учителями были такие учёные, как Л. Я. Штернберг, П. К. Коковцов, И. Ю. Крачковский.
С 1925 по 1929 годы Винников преподавал на восточном факультете ЛГУ, в 1929—1943 годах работал в Институте этнографии АН СССР (научный сотрудник — с 1929 по 1941, директор — с 1940 по 1942).
В 1936—1941 годах он изучал язык, фольклор и обычаи арабского населения Средней Азии; результатом этих исследований стала защита 19 июня 1941 года докторской диссертации «Арабы в СССР». В 1939—1941 годах работал в Институте Маркса, Энгельса, Ленина (ИМЭЛ), принимая участие в переводе, комментировании и подготовке к изданию некоторых работ К. Маркса. Он является также автором большого исследования о книге Ф. Энгельса «Происхождение семьи, частной собственности и государства» и её значении для современной этнографии. Занимался также изучением арамейского языка Иерусалимского Талмуда.
После Великой Отечественной войны И. Н. Винников возглавлял на Восточном факультете кафедру ассириологии и гебраистики (1945—1949). В 1946 году он получил звание профессора. В 1943—1953 годах был сотрудником Института востоковедения АН СССР; в 1951—1953 годах — членом группы Ленинградских арабистов, которую возглавлял В. И. Беляев.
Был популярен среди студентов, хотя имел неоднозначную репутацию среди некоторых коллег-учёных. В ходе кампании «борьбы с космополитизмом» в 1949 г. кафедру ассириологии и гебраистики в ЛГУ закрыли и всех профессоров уволили. Aдминистрация Института Востоковедения дважды (в 1948 и 1950 годах) попыталась уволить И. Н. Винникова, но увольнению профессора воспрепятствовал академик И. Ю. Крачковский. Эта конфликтная ситуация рассматривалась лично президентом АН СССР С. И. Вавиловым.
После смерти академика Крачковского И. Н. Винников был освобождён от работы в Институте востоковедения. После воссоздания отделения семитологии в ЛГУ в 1955 году, Винников был профессором восточного факультета, где читал все основные семитологические дисциплины. Среди его учеников — проф. Михаил Львович Гельцер, Г. М. Глускина, Г. М. Демидова и другие известные ученые-семитологи.
Умер 27 июня 1973 года в Ленинграде.

## Основные публикации
- Дождь, вода и растительность на могиле доисламских арабов // Записки Коллегии востоковедов. Л., 1930. Т. 5. С. 367—377;
- Некоторые вопросы социальной организации австралийцев // СЭ. 1934. № 4. С. 3-33;
- Письма Бахофену к Моргану // СЭ. 1934. № 6. С. 70-85;
- Из архива Льюиса Генри Моргана. М.; Л., 1935 (ТИЭ. Т. 2.);
- Библиография этнографических и лингвистических работ В. Г. Богораза // СЭ. 1935. № 4-5. С. 235—241;
- Программа для сбора материала по системам родства и свойства. М.; Л., 1936;
- Этнографическое изучение андаманцев (Библиографический обзор) (совместно с Ю. В. Фридлендером) // СЭ. 1937. № 4. С. 155—192;
- Неопубликованная рукопись Льюиса Г. Моргана о плясках северо-американских индейских племен // СЭ. 1938. № 1. С. 167—184;
- Вновь организуемое этнографическое отделение на филологическом факультете Ленинградского государственного университета // Там же. С. 232—233;
- Арабы в СССР // СЭ. Т. 4. М., Л.; 1949. С. 3-22;
- Словарь диалекта бухарских арабов // Палестинский сборник. 1962. Вып. 10;
- Словарь арамейских надписей // Палестинский сборник. 1958—1965;
- Язык и фольклор бухарских арабов (тексты и переводы). М., 1969[9].